# Revue d'histoire du fascisme
Revue d'histoire du fascisme est une revue d'orientation néofasciste éditée à Paris entre 1972 et 1977. Fondée en mai 1972. Son directeur de publication et éditeur était François Duprat,. Outre Duprat, la revue eut comme auteurs Thierry Becker, Maurice Bardèche ou J. M. Cuzols. La publication a cessé en 1977.